# Dicranomyia (Dicranomyia) semantica
Dicranomyia (Dicranomyia) semantica is een tweevleugelige uit de familie steltmuggen (Limoniidae). De soort komt voor in het Oriëntaals gebied.